# Geneva Open
El Torneig de Ginebra, conegut oficialment com a Geneva Open, és una competició tennística professional que es disputa sobre terra batuda al Tennis Club de Genèv de Ginebra, Suïssa. Pertany a les sèries 250 del circuit ATP masculí i es disputa una setmana abans del Roland Garros.
El torneig es va crear l'any 1980 i va tenir continuïtat durant dotze anys fins a ser cancel·lat el 1991. El 2014 es va anunciar que el torneig de Düsseldorf es traslladava a Ginebra a causa de la manca de patrocini i així recuperar aquest torneig la temporada 2015 en el mateix emplaçament i sobre la mateixa superfície.

## Palmarès

### Individual masculí
| Any  | Campió                                            | Finalista                                         | Resultat                                          |
| ---- | ------------------------------------------------- | ------------------------------------------------- | ------------------------------------------------- |
| 2025 | Novak Đoković                                     | Hubert Hurkacz                                    | 5−7, 7−6(2), 7−6(2)                               |
| 2024 | Casper Ruud (3)                                   | Tomáš Macháč                                      | 7−5, 6−3                                          |
| 2023 | Nicolás Jarry                                     | Grigor Dimitrov                                   | 7−6(1), 6−1                                       |
| 2022 | Casper Ruud                                       | João Sousa                                        | 7−6(3), 4−6, 7−6(1)                               |
| 2021 | Casper Ruud                                       | Denis Shapovalov                                  | 7−6(6), 6−4                                       |
| 2020 | Torneig suspès a causa de la pandèmia de COVID-19 | Torneig suspès a causa de la pandèmia de COVID-19 | Torneig suspès a causa de la pandèmia de COVID-19 |
| 2019 | Alexander Zverev                                  | Nicolás Jarry                                     | 6−3, 3−6, 7−6(8)                                  |
| 2018 | Márton Fucsovics                                  | Peter Gojowczyk                                   | 6−2, 6−2                                          |
| 2017 | Stan Wawrinka (2)                                 | Mischa Zverev                                     | 4−6, 6−3, 6−3                                     |
| 2016 | Stan Wawrinka                                     | Marin Čilić                                       | 6−4, 7−6(11)                                      |
| 2015 | Thomaz Bellucci                                   | João Sousa                                        | 7−6(4), 6−4                                       |

### Dobles masculins
| Any  | Campions                                          | Finalistes                                        | Resultat                                          |
| ---- | ------------------------------------------------- | ------------------------------------------------- | ------------------------------------------------- |
| 2025 | Sadio Doumbia Fabien Reboul                       | Ariel Behar Joran Vliegen                         | 6−7(4), 6−4, [11−9]                               |
| 2024 | Marcelo Arévalo Mate Pavić                        | Lloyd Glasspool Jean-Julien Rojer                 | 7−6(2), 7−5                                       |
| 2023 | Jamie Murray Michael Venus                        | Marcel Granollers Horacio Zeballos                | 7−6(6), 7−6(3)                                    |
| 2022 | Nikola Mektić Mate Pavić                          | Pablo Andújar Matwé Middelkoop                    | 2−6, 6−2, [10−3]                                  |
| 2021 | John Peers Michael Venus                          | Simone Bolelli Máximo González                    | 6−2, 7−5                                          |
| 2020 | Torneig suspès a causa de la pandèmia de COVID-19 | Torneig suspès a causa de la pandèmia de COVID-19 | Torneig suspès a causa de la pandèmia de COVID-19 |
| 2019 | Oliver Marach Mate Pavić (2)                      | Matthew Ebden Robert Lindstedt                    | 6−3, 6−4                                          |
| 2018 | Oliver Marach Mate Pavić                          | Ivan Dodig Rajeev Ram                             | 6−3, 7−6(3), [11−9]                               |
| 2017 | Jean-Julien Rojer Horia Tecău                     | Juan Sebastián Cabal Robert Farah                 | 2−6, 7−6(9), [10−6]                               |
| 2016 | Steve Johnson Sam Querrey                         | Raven Klaasen Rajeev Ram                          | 6−4, 6−1                                          |
| 2015 | Juan Sebastián Cabal Robert Farah                 | Raven Klaasen Lu Yen-hsun                         | 7−5, 4−6, [10−7]                                  |